# Colonia Hatmasie
Colonia Hatmasie är en ort i Mexiko.   Den ligger i kommunen Huejuquilla el Alto och delstaten Jalisco, i den centrala delen av landet, 600 km nordväst om huvudstaden Mexico City. Colonia Hatmasie ligger 2 203 meter över havet och antalet invånare är 327.
Terrängen runt Colonia Hatmasie är kuperad österut, men västerut är den bergig. Colonia Hatmasie ligger uppe på en höjd. Runt Colonia Hatmasie är det mycket glesbefolkat, med 7 invånare per kvadratkilometer. Colonia Hatmasie är det största samhället i trakten. Omgivningarna runt Colonia Hatmasie är i huvudsak ett öppet busklandskap.